# Зуарец, Орит
Орит Зуарец (имя при рождении Светлана Моисеевна Черняк; род. 21 февраля 1967, Красноярск) — израильский политик, депутат Кнессета от партии Кадима.
В 1971 году вместе с семьёй репатриировалась в Израиль. После прохождения гиюра приняла имя Орит, в дальнейшем взяла фамилию мужа.
Проходила срочную и сверхсрочную воинскую службу в армейской разведке. Работала в сфере абсорбции репатриантов. В 2003—2006 гг. входила в состав городской администрации Кадима-Цоран (округ Шомрон). Член правления Сохнута.
На выборах в Кнессет восемнадцатого созыва занимала 28-е место в списке партии Кадима.